# Bernard Fricx

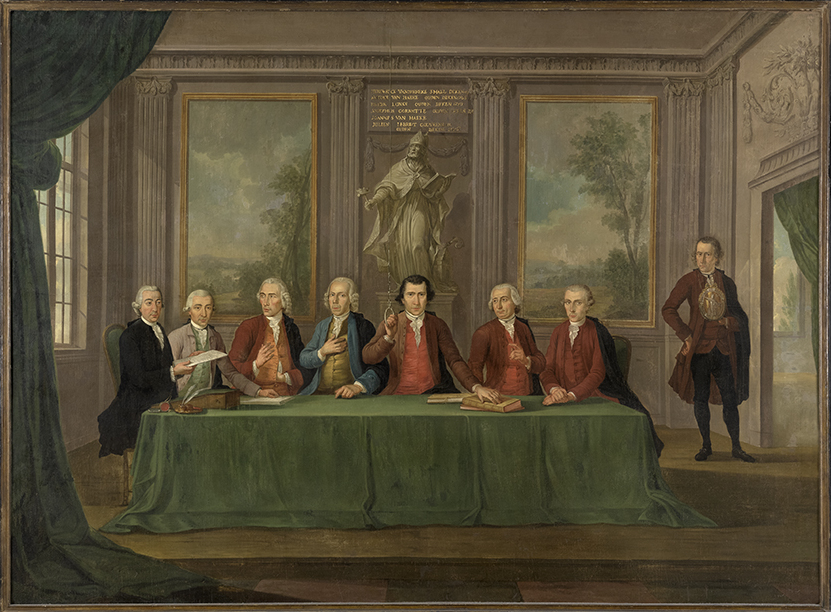
Het bestuur van het Brugse ambacht van de smeden door Bernard Fricx, 1783, Groeningemuseum Brugge.

Bernard Fricx (Brussel, 21 juli 1750 - Brugge, 10 maart 1814) was een Zuid-Nederlands kunstschilder.

## Levensloop
In Brussel geboren als zoon van Johannes Fricx (1710-1777) en van Isabella van Vyve (1716-1802), moet hij al vlug naar Brugge verhuisd zijn, aangezien hij er school liep en in de leer ging bij Jan Garemijn. In 1770 werd hij primus van de klas naar model en in 1776 was hij winnaar van de 'compositie van de figeure'. In 1777 en 1779 werd hij vermeld in de almanakken als kunstschilder in d'Oostmeersch binnen de stad Brugge. In 1778 werd hij confrater van de Kunstacademie en zetelde in de jointe of bestuur. In 1785 werd hij voor de tweede keer jointelid.
Hij werd zelf leraar aan de Brugse Kunstacademie in 1785. Hij volgde er Norbert Heylbrouck  (†1785) op. Hij kreeg de voorkeur op de twee andere kandidaten, Bernard Bauwens en Guillaume Dumery, omdat hij de voorbije twee jaar regelmatig de zieke Heylbrouck had vervangen. De portretschilders François Kinsoen en Frans Simonau (1783-1859) bevonden zich onder zijn leerlingen. 
Hij was geen productief schilder, er zijn alvast niet veel werken van hem bekend. Hij trad soms op als deskundige bij het opstellen van veilingscatalogi.
Fricx woonde achtereenvolgens in de Oostmeers en in de Katelijnestraat (op de Ankerplaats) en was in 1790 en 1793 wijkmeester. Hij woonde met zijn moeder en zijn nicht Cecilia Schutters (1746-1827) en bleef ongehuwd.

## Werken
- Het Groeningemuseum van Brugge bewaart het schilderij van hem dat de laatste Eed van het Smedenambacht (1783) weergeeft.
- A schoolroom interior, 1787 (in 1999 bij Christie's verkocht).
- A family in a cottage interior, 1787 (in 1999 verkocht bij Christie's).
- Het martelaarschap van Sint-Sebastiaan, schilderij aan hem toegeschreven, in de Heilige-Petrus-en-Pauluskerk in Middelburg.
- O.L.Vrouw met kind schenkt de rozenkrans aan Dominicus (1778), Sint-Jacobskerk, Ieper.
- Kristus aan het Kruis (1780), Sint-Salvatorskathedraal Brugge.
- De aanbidding van de herders (1788), Sint-Michielskerk, Zuienkerke.
- Een rivierlandschap met schepen bij een aanlegsteiger (1790), geveild in  Parijs in 1999.

Tekeningen:
- De Vrijgevigheid (1770), tekening, prentenkabinet Groeningemuseum Brugge.
- Staand naakt, tekening (1778), prentenkabinet Groeningemuseum Brugge.